# Campionato mondiale militare di scherma 1971
Il Campionato mondiale militare di scherma del 1971 ("1971 World Military Fencing Championships") è stato organizzato dalla Federazione internazionale della scherma e si è svolto a Ljungbyhed in Svezia dal 18 al 21 giugno.
Nel fioretto, si è aggiudicato il titolo di campione mondiale militare il tedesco Harald Hein, che ha battuto in finale l'italiano Stefano Simoncelli.
Nella spada sempre il tedesco Harald Hein ha battuto in finale lo svedese Carl von Essen, ottenendo il titolo mondiale militare maschile.
Nella sciabola il francese Patrick Quivrin prevale sull'italiano Michele Maffei.
Nel campionato mondiale militare a squadre maschili, la nazionale italiana ha prevalso nella finale del fioretto contro la Francia, mentre la nazionale svedese ha vinto nella spada contro la formazione italiana, ed infine la nazionale italiana ha avuto la meglio sulla compagine francese nella sciabola.

## Podi

### Uomini
| Specialità  | Oro                                                         | Argento                   | Bronzo                     |
| Individuali |                                                             |                           |                            |
| Fioretto    | Harald Hein                                                 | Stefano Simoncelli        | Hugues Leseur              |
| Spada       | Harald Hein                                                 | Carl von Essen            | Hubert Polzhuber           |
| Sciabola    | Patrick Quivrin                                             | Michele Maffei            | Walter Convents            |
| A squadre   |                                                             |                           |                            |
| Fioretto    | Italia Attilio Calatroni Mauro Pinelli Stefano Simoncelli - | Francia Hugues Leseur -   | Austria -                  |
| Spada       | Svezia Rolf Edling Hans Jacobson Carl von Essen -           | Italia -                  | Germania -                 |
| Sciabola    | Italia Stefano Galantucci Michele Maffei Silvio Pierucci -  | Francia Patrick Quivrin - | Germania Walter Convents - |

## Medagliere
| Pos.   | Nazione  | Oro | Argento | Bronzo | Totale |
| ------ | -------- | --- | ------- | ------ | ------ |
| 1      | Italia   | 2   | 3       | 0      | 5      |
| 2      | Germania | 2   | 0       | 3      | 5      |
| 3      | Francia  | 1   | 2       | 1      | 4      |
| 4      | Svezia   | 1   | 1       | 0      | 2      |
| 5      | Austria  | 0   | 0       | 2      | 2      |
| Totale | Totale   | 6   | 6       | 6      | 18     |